# Tillandsia klausii
Tillandsia klausii är en gräsväxtart som beskrevs av Renate Ehlers. Tillandsia klausii ingår i släktet Tillandsia och familjen Bromeliaceae. Inga underarter finns listade i Catalogue of Life.

## Bildgalleri

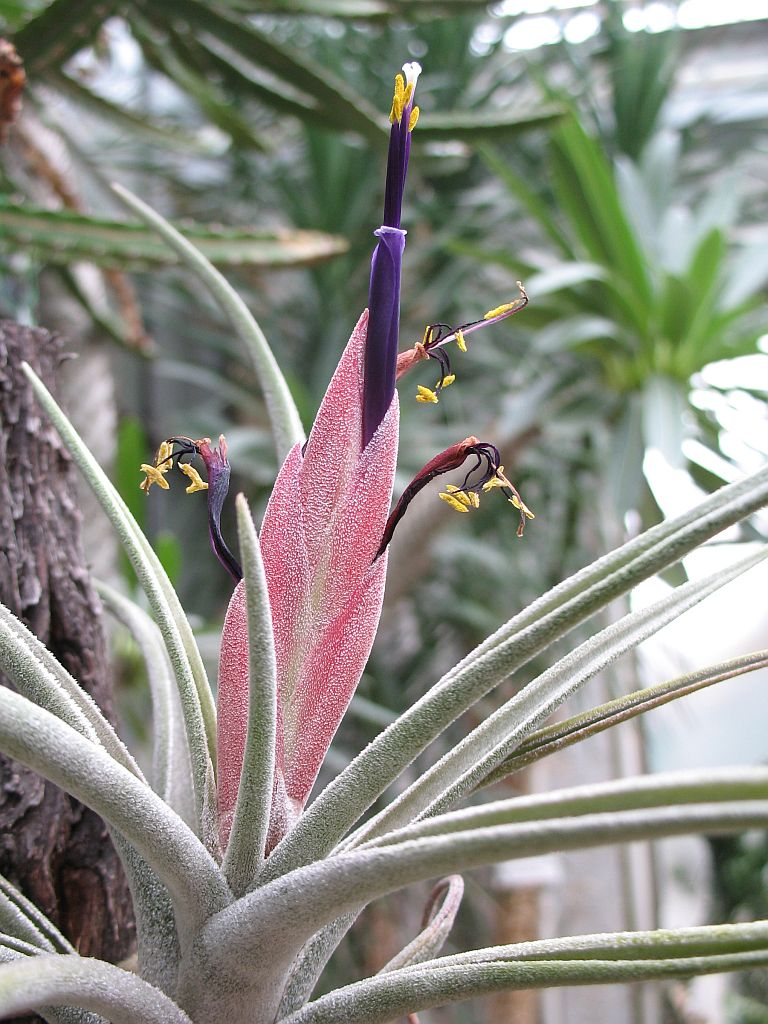
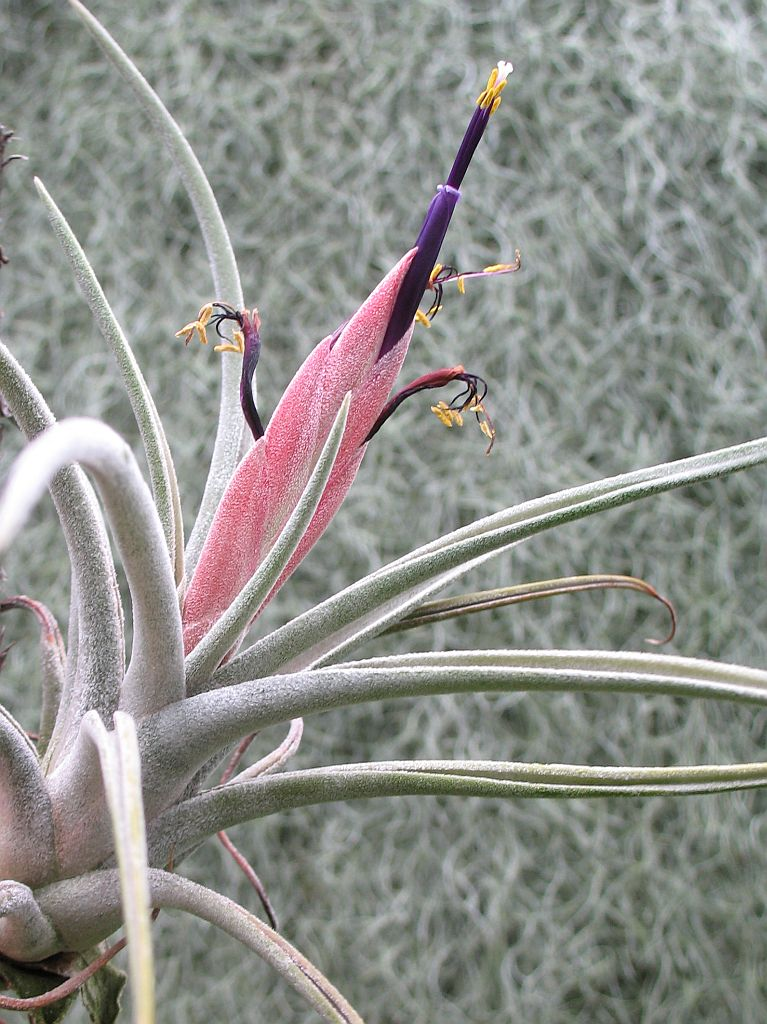